# Atletica leggera ai Giochi della XXIV Olimpiade - Lancio del disco femminile

Video della gara (Martina Hellmann al primo turno)

Video della gara (la tedesca est al quarto turno: record olimpico)

Il lancio del disco ha fatto parte del programma femminile di atletica leggera ai Giochi della XXIV Olimpiade. La competizione si è svolta nei giorni 28-29 settembre 1988 allo Stadio olimpico di Seul.

## Presenze ed assenze delle campionesse in carica
| Competizione        | Atleta            | Prestazione | Seul 1988    |
| ------------------- | ----------------- | ----------- | ------------ |
| Olimpiadi 1984      | Ria Stalman       | 65,36 m     | Rit. 1984    |
| Commonwealth 1986   | Gael Martin       | 56,42 m     | Assente      |
| Goodwill Games 1986 | Cvetanka Hristova | 69,54 m     | Presente     |
| Europei 1986        | Diana Gansky      | 71,36 m     | Presente     |
| Asiatici 1986       | Hou Xuemei        | 59,28 m     | Presente     |
| Panamericani 1987   | Maritza Martén    | 65,58 m     | Cuba assente |
| Mondiali 1987       | Martina Hellmann  | 71,62 m     | Presente     |

Il 9 luglio 1988 la tedesca est Gabriele Reinsch stabilisce il nuovo record del mondo con 76,80 m.

## La gara
Qualificazioni: Dodici atlete ottengono la misura richiesta. La prestazione migliore è di Martina Hellmann (DDR) con 67,12 metri.

Finale: al primo turno la tedesca Est mette subito in chiaro chi è la più forte con un lancio a 71,84, nuovo record olimpico. Il secondo miglior lancio è della connazionale Gabriele Reinsch, oltre cinque metri indietro (67,26). Al quarto turno la Hellmann ribadisce il suo predominio con 72,30. 

Al quinto e penultimo turno la gara subisce una scossa: prima la bulgara Cvetanka Hristova sfiora i 70 metri (69,74), poi Diana Gansky, la terza delle tedesche est, scaglia il disco a 71,88. Non basta per l'oro ma le due atlete conquistano la terza e seconda posizione. La Reinsch non si è più migliorata ed è finita al settimo posto.

## Risultati

### Turni eliminatori
| 2Gruppi | 28 settembre | 25 iscritte    | Si qualificano alla finale le 10 atlete che ottengono la misura di 62,00 metri (Q) + i due migliori lanci (q). Passano alla finale le 12 migliori misure. |
| Finale  | 1º ottobre   | 12 concorrenti | |

## Qualificazioni
Mercoledì 28 settembre 1988.
| Pos. | Atleta                 | Nazione          | Prove    | Prove    | Prove    | Misura  | Note |
| Pos. | Atleta                 | Nazione          | 1ª prova | 2ª prova | 3ª prova | Misura  | Note |
| ---- | ---------------------- | ---------------- | -------- | -------- | -------- | ------- | ---- |
| 1    | Zdenka Silhava         | Cecoslovacchia   | 66,52 m  | –        | –        | 66,52 m | Q    |
| 2    | Diana Gansky           | Germania Est     | 66,40 m  | –        | –        | 66,40 m | Q    |
| 3    | Svetla Mitkova         | Bulgaria         | 64,68 m  | –        | –        | 64,68 m | Q    |
| 4    | Larisa Michal'čenko    | Unione Sovietica | X        | X        | 64,32 m  | 64,32 m | Q    |
| 5    | Hourun Yu              | Cina             | 61,22 m  | 62,86 m  | –        | 62,86 m | Q    |
| 6    | Galina Murašova        | Unione Sovietica | 57,28 m  | 61,46 m  | 62,54 m  | 62,54 m | Q    |
| 7    | Ramona Pagel           | Stati Uniti      | 57,50 m  | 55,86 m  | 53,12 m  | 57,50 m |      |
| 8    | Connie Price           | Stati Uniti      | 51,78 m  | 53,36 m  | 57,04 m  | 57,04 m |      |
| 9    | Jacqueline Mckernan    | Gran Bretagna    | 50,92 m  | X        | X        | 50,92 m |      |
| 10   | Chun-Hee Kim           | Corea del Sud    | 45,00 m  | X        | 45,88 m  | 45,88 m |      |
| -    | Jeannenicole Minyemeck | Camerun          | X        | X        | X        | nm      |      |

| Pos. | Atleta              | Nazione          | Prove    | Prove    | Prove    | Misura  | Note |
| Pos. | Atleta              | Nazione          | 1ª prova | 2ª prova | 3ª prova | Misura  | Note |
| ---- | ------------------- | ---------------- | -------- | -------- | -------- | ------- | ---- |
| 1    | Martina Hellmann    | Germania Est     | 67,12 m  | –        | –        | 67,12 m | Q    |
| 2    | Gabriele Reinsch    | Germania Est     | –        | 59,18 m  | 66,88 m  | 66,88 m | Q    |
| 3    | Tzvetanka Hristova  | Bulgaria         | 65,92 m  | –        | –        | 65,92 m | Q    |
| 4    | Elina Zverava       | Unione Sovietica | 63,26 m  | –        | –        | 63,26 m | Q    |
| 5    | Carol Cady          | Stati Uniti      | 60,08 m  | 56,38 m  | 62,72 m  | 62,72 m | Q    |
| 6    | Xuemei Hou          | Cina             | 62,64 m  | –        | –        | 62,64 m | Q    |
| 7    | Renata Katewicz     | Polonia          | 58,60 m  | 57,20 m  | 60,34 m  | 60,34 m |      |
| 8    | Ailan Xing          | Cina             | 57,74 m  | 59,26 m  | 59,20 m  | 59,26 m |      |
| 9    | Isabel Urrutia      | Colombia         | 53,82 m  | 48,90 m  | 52,06 m  | 53,82 m |      |
| 10   | Grace Apjafi        | Nigeria          | 49,84 m  | 49,52 m  | 48,40 m  | 49,84 m |      |
| 11   | Siulolo Vao Ikavuka | Tonga            | 44,94 m  | 43,28 m  | 43,78 m  | 44,94 m |      |

## Finale
| Record mondiale      | Gabriele Reinsch | 76,80 m | Neubrandenburg | 9 luglio 1988  |
| Record olimpico      | Evelin Jahl      | 69,96 m | Mosca          | 1º agosto 1980 |
| Capolista stagionale | Gabriele Reinsch | 76,80 m | Neubrandenburg | 9 luglio 1988  |

Giovedì 29 settembre 1988, Stadio olimpico di Seul.
Le migliori 8 classificate dopo i primi tre lanci accedono ai tre lanci di finale.
| Pos     | Atleta              | Nazione          | Prove    | Prove    | Prove    | Prove    | Prove    | Prove    | Misura  | Note                                     |
| Pos     | Atleta              | Nazione          | 1ª prova | 2ª prova | 3ª prova | 4ª prova | 5ª prova | 6ª prova | Misura  | Note                                     |
| ------- | ------------------- | ---------------- | -------- | -------- | -------- | -------- | -------- | -------- | ------- | ---------------------------------------- |
| Oro     | Martina Hellmann    | Germania Est     | 71,84 m  | 64,80 m  | 68,70 m  | 72,30 m  | 69,66 m  | 67,50 m  | 72,30 m | Record olimpico                          |
| Argento | Diana Gansky        | Germania Est     | 65,58 m  | 66,14 m  | X        | 65,82 m  | 71,88 m  | 68,08 m  | 71,88 m |                                          |
| Bronzo  | Tzvetanka Hristova  | Bulgaria         | 66,48 m  | 66,44 m  | 64,06 m  | 66,84 m  | 69,74 m  | 69,00 m  | 69,74 m |                                          |
| 4       | Svetla Mitkova      | Bulgaria         | 63,62 m  | 65,74 m  | 65,56 m  | 67,24 m  | X        | 69,14 m  | 69,14 m | Miglior prestazione personale stagionale |
| 5       | Elina Zverava       | Unione Sovietica | X        | 65,74 m  | 66,86 m  | X        | X        | 68,94 m  | 68,94 m |                                          |
| 6       | Zdenka Silhava      | Cecoslovacchia   | 67,40 m  | X        | 65,70 m  | 66,30 m  | 67,84 m  | 66,50 m  | 67,84 m |                                          |
| 7       | Gabriele Reinsch    | Germania Est     | 67,26 m  | 66,50 m  | 63,30 m  | 65,88 m  | 66,40 m  | X        | 67,26 m |                                          |
| 8       | Xuemei Hou          | Cina             | 63,44 m  | 63,88 m  | 65,18 m  | 65,94 m  | 65,50 m  | 65,06 m  | 65,94 m |                                          |
| 9       | Hourun Yu           | Cina             | 62,94 m  | X        | 64,08 m  |          |          |          | 64,08 m |                                          |
| 10      | Larisa Michal'čenko | Unione Sovietica | X        | 64,08 m  | X        |          |          |          | 64,08 m |                                          |
| 11      | Carol Cady          | Stati Uniti      | 60,82 m  | 61,06 m  | 63,42 m  |          |          |          | 63,42 m | Miglior prestazione personale stagionale |
| -       | Galina Murašova     | Unione Sovietica | X        | X        | X        |          |          |          | nm      |                                          |

Legenda:
- X = Lancio nullo;
- RO = Record olimpico;
- RN = Record nazionale;
- RP = Record personale.